# Lodewijk van Bourgondië
Lodewijk van Bourgondië (circa 1297 - 2 augustus 1316) was van 1313 tot aan zijn dood vorst van Achaea en titulair koning van Thessaloniki. Hij behoorde tot het oudere huis Bourgondië.

## Levensloop
Lodewijk was een jongere zoon van hertog Robert II van Bourgondië en Agnes Capet, dochter van koning Lodewijk IX van Frankrijk. 
In 1313 nam hij deel aan een complex huwelijkspact dat de controle van het huis Anjou-Sicilië en het oudere huis Bourgondië over het Griekse vorstendom Achaea moest verzekeren. Op 31 juli 1313 huwde hij met Mathilde van Henegouwen, dochter en erfgename van vorstin van Achaea Isabella van Villehardouin. Na het huwelijk stond Lodewijk zijn aanspraken op het hertogdom Bourgondië af aan zijn broer Hugo V, die in ruil de titulaire functie van koning van Thessaloniki aan Lodewijk schonk. Als vorsten van Achaea moesten Mathilde en Lodewijk vorst Filips I van Tarente huldigen, die de suzereiniteit had over Achaea. Als titulair koning van Thessaloniki was Lodewijk eveneens een vazal van Filips, maar dan in diens hoedanigheid als titulair keizer van het Latijnse Keizerrijk. In die functie ging hij akkoord om Filips te assisteren in diens poging om het Latijnse Keizerrijk te heroveren. 
Mathilde en Lodewijk arriveerden apart in Achaea. Zij zeilde van Marseille naar Navarino met 1.000 troepen aan boord, terwijl Lodewijk eerst naar de Republiek Venetië zeilde om daar steun te vinden en vervolgens via land de weg naar Achaea zou verderzetten. Tijdens hun reis viel Ferdinand van Majorca, die aanspraak maakte op Achaea, het vorstendom binnen en veroverde die de stad Glarentza. Toen Mathilde eind 1315 in Achaea aankwam, kon ze loyaliteit van verschillende edelen, waaronder de graaf van Kefalonia, terugwinnen. Haar leger werd echter op 22 februari 1316 nabij Picotin verslagen door Ferdinand van Majorca en zijn Catalaanse troepen. Het was in die periode dat Lodewijk in Achaea aankwam en een onsuccesvolle poging deed om het kasteel van Chalandritsa te veroveren. Uiteindelijk versloeg Lodewijk op 5 juli 1316 Ferdinand in de Slag bij Manolada, die daarbij sneuvelde. 
Lodewijk stierf in augustus 1316, enkele weken nadat hij Ferdinand van Majorca had verslagen. Volgens sommige bronnen stierf hij aan de koorts, andere bronnen zeggen dat hij vergiftigd werd door Johannes I Orsini, graaf van Kefalonia. Zijn dood liet een ongeregeld vorstendom Achaea na, dat zowel zijn broer Odo, zijn echtgenote als het huis Anjou-Sicilië wilden verkrijgen. 